# مارك وارد
مارك وارد (بالإنجليزية: Mark Ward)‏ (10 أكتوبر 1962 بليفربول في المملكة المتحدة - ) هو مدرب كرة قدم ولاعب كرة قدم بريطاني في مركز الوسط. لعب مع أولدهام أثلتيك وبرمنغهام سيتي ومانشستر سيتي ونادي إيفرتون ونادي دندي ونادي فالور وهدرسفيلد تاون ووست هام يونايتد وويغان أتلتيك ونورثويتش فيكتوريا ونادي ألترينتشام وليه جنيسيس ‏ ونادي آير يونايتد.

## وصلات خارجية
- مارك وارد على موقع أرشيف الشارخ.
- مارك وارد على موقع قاعدة بيانات كرة القدم.إي يو (الإنجليزية)
- مارك وارد على موقع عالم كرة القدم.نت (الإنجليزية)